# Ботсванская пула
Пу́ла (англ. и тсвана pula) — денежная единица государства Ботсвана. В переводе с языка тсвана её название означает «пусть будет дождь», так же звучит приветствие и девиз государства. 1 пула состоит из 100 тхебе.
После получения независимости от Великобритании в 1966 году Ботсвана входила в валютные союзы: сначала в стерлинговую зону, а с 1972 — в зону рэнда, собственной же валюты в стране не было. 6 сентября 1974 года было объявлено о скором выходе государства из валютного союза с Южной Африкой и начале разработки национальной валюты. Она была введена 23 августа 1976 года, сменив рэнд, обмен осуществлялся в соотношении 1:1. В 2005 году в результате инфляции пула подешевела на 12 %, однако всё ещё остаётся одной из «сильных» валют на Африканском континенте.
На 2018 год в денежном обращении находятся монеты номиналом в 5, 10, 25, 50 тхебе, 1, 2 и 5 пул и банкноты в 10, 20, 50, 100 и 200 пул.

## Монеты
Первая серия циркуляционных монет, выпущенная в Ботсване в 1976 году, была представлена номиналами 1, 5, 10, 25, 50 тхебе и 1 пула. В 1981 году к монетному ряду добавилась выпущенная крупным тиражом памятная циркуляционная монета в 2 тхебе. С 1991 года с целью удешевления производства монеты в 5 тхебе стали чеканиться не из бронзы, а из плакированной бронзой стали, а монеты 10, 25 и 50 тхебе — из стали, плакированной никелем, вместо медно-никелевого сплава, монета же в 1 пулу стала чеканиться из бронзы. 20 июня 1991 из обращения были выведены монеты в 2 тхебе, примерно к этому же времени вследствие обесценивания из обращения фактически исчезли монеты в 1 тхебе.
В 1994 году к монетному ряду добавились 2 пулы, отчеканенные из бронзы. В 1996—1998 годах произошло изменение дизайна монет в 5-50 тхебе: был уменьшен их размер, а 5 и 25 тхебе стали 7-угольными, а не круглыми.
В 2000 году к монетному ряду добавилась монета в 5 пул.

### Монеты в обращении
На сегодняшний день в обращении в Ботсване находятся монеты номиналом 5, 10, 25 и 50 тхебе, 1, 2 и 5 пул серии 2013 года, которые были введены с 27 февраля 2014. Вывод монет предыдущих выпусков был начат 7 января 2014 года.
На аверсе современных монет изображены герб и название государства, надпись «независимость» (тсвана ipelegeng) и год выпуска, на реверсе — номинал и различные животные. Монеты в 5 и 25 тхебе имеют форму скруглённого 7-угольника, остальные монеты — круглые.
| Изображение | Номинал  | Диаметр (мм) | Толщина (мм) | Масса (г) | Материал                                                  | Реверс                                     | Гурт                 | Годы выпуска |
| ----------- | -------- | ------------ | ------------ | --------- | --------------------------------------------------------- | ------------------------------------------ | -------------------- | ------------ |
|             | 5 тхебе  | 18           | 1,3          | 2,2       | сталь, плак. никелем                                      | красноклювый токо                          | гладкий              | 2013         |
|             | 10 тхебе | 20           | 1,4          | 2,8       | сталь, плак. никелем                                      | орикс                                      | рубчатый             | 2013         |
|             | 25 тхебе | 22           | 1,6          | 4,2       | сталь, плак. никелем                                      | зебу породы Брахман                        | гладкий              | 2013         |
|             | 50 тхебе | 24           | 1,8          | 5,3       | сталь, плак. никелем                                      | орлан-крикун                               | рубчатый             | 2013         |
|             | 1 пула   | 26           | 2.3          | 7,8       | сталь, плак. латунью                                      | зебра                                      | гладкий              | 2013 2016    |
|             | 2 пулы   | 27           | 2,0          | 7,3       | центр: сталь, плак. латунью, кольцо: сталь, плак. никелем | белый носорог, сорго                       | рубчатый             | 2013         |
|             | 5 пул    | 28           | 2,2          | 8,7       | центр: медь + никель, кольцо: латунь                      | гусеница Gonimbrasia belina, листья мопане | прерывисто- рубчатый | 2013 2016    |

## Банкноты
За время существования Ботсваны как независимого государства в ней сменилось 4 президента, с началом правления каждого из них вводились банкноты новой серии.
В 1976 году, при президенте Серетсе Кхама была выпущена первая серия банкнот с его портретом на лицевой стороне, банкнотный ряд был представлен номиналами 1, 2, 5 и 10 пул. В 1978 году была введена банкнота в 20 пул.
В 1980 Кхама умер, а президентом стал Кветт Масире, с 1982 года пулы стали печататься с портретом нового президента. 1 пула после 1982 года более не печаталась и была постепенно замещена монетой аналогичного номинала, но в это же время появились новые банкноты: в 1990 году банкнотный ряд пополнился номиналом 50 пул, а в 1993 году были выпущены 100 пул.
В 1998 году Масире ушёл в отставку, пост президента занял Фестус Могае. Новые банкноты появились в 1999 году. Действующий президент отметился только на банкноте наименьшего номинала — 10 пул, тогда как на других разместились портреты исторических деятелей ботсванского государства: 20 пул — автор гимна Ботсваны Кгалеманг Мотсете, 50 пул — первый президент «отец нации» Серетсе Кхама, 100 пул — вожди ботсванских племён XIX века Батоэн I, Себеле I и Кхама III. Банкнота в 5 пул, последний раз выпускавшаяся в 1992, была замещена монетой аналогичного номинала в 2000 году. Банкноты в 1, 2 и 5 пул были официально выведены из обращения с 1 июля 2006 года.

### Банкноты в обращении
Ставший президентом в 2008 году Ян Кхама продолжил традицию: банкноты новой серии появились в обращении уже в 2009. Портрет действующего президента разместился на банкноте в 10 пул, оформление остальных номиналов претерпело незначительные изменения, связанные, главным образом, с повышением защиты от подделывания, а банкнотный ряд расширился за счёт нового номинала — 200 пул. Остававшиеся в обращении банкноты предыдущих выпусков были выведены к апрелю 2010 года.
На 2018 год в обороте находятся банкноты номиналом 10, 20, 50, 100 и 200 пул образца 2009 года.
На лицевой стороне, кроме основного изображения, размещены: герб Ботсваны, название банка-эмитента на англ. (Bank of Botswana), номинал числом и прописью, подписи министра финансов и управляющего банком, серийные номера вида AB1234567, национальные орнаменты и метки для слепых.
На оборотной стороне — название банка-эмитента на тсвана (Banka ya Botswana), номинал числом и прописью, национальные орнаменты и дата выпуска банкноты.
Водяной знак у всех банкнот в виде вставшей на дыбы зебры.
| Банкноты Ботсваны IV серии                      | Банкноты Ботсваны IV серии | Банкноты Ботсваны IV серии | Банкноты Ботсваны IV серии | Банкноты Ботсваны IV серии | Банкноты Ботсваны IV серии                               | Банкноты Ботсваны IV серии                                 | Банкноты Ботсваны IV серии |
| Изображение                                     | Изображение                | Номинал (пул)              | Размеры (мм)               | Основные цвета             | Описание                                                 | Описание                                                   | Годы печати                |
| Лицевая сторона                                 | Оборотная сторона          | Номинал (пул)              | Размеры (мм)               | Основные цвета             | Лицевая сторона                                          | Оборотная сторона                                          | Годы печати                |
| ----------------------------------------------- | -------------------------- | -------------------------- | -------------------------- | -------------------------- | -------------------------------------------------------- | ---------------------------------------------------------- | -------------------------- |
|                                                 |                            | 10                         | 132×66                     | зелёный                    | портрет действующего президента Яна Кхамы                | здание парламента в Габороне                               | 2009 2010 2012 2014 2018   |
|                                                 |                            | 20                         | 138×69                     | красный                    | портрет автора гимна Ботсваны Кгалеманга Монсете         | горно-обогатительный комбинат                              | 2009 2010 2012 2014        |
|                                                 |                            | 50                         | 144×72                     | коричневый                 | портрет первого президента Серетсе Кхамы                 | рыбак в лодке в дельте реки Окаванго, орлан-крикун с рыбой | 2009 2012 2014             |
|                                                 |                            | 100                        | 150×75                     | синий                      | групповой портрет вождей: Батоэн I, Себеле I и Кхама III | сцена сортировки алмазов, кимберлитовая трубка             | 2009 2010 2012             |
|                                                 |                            | 200                        | 156×78                     | фиолетовый                 | учительница с учениками                                  | зебры на водопое                                           | 2009 2010 2012 2014        |
| Масштаб изображений — 1,0 пикселя на миллиметр. |                            |                            |                            |                            |                                                          |                                                            |                            |

## Режим валютного курса
С момента введения валюты, 23 августа 1976 до 6 ноября 1980 года, курс пулы был привязан к курсу доллара США в соотношении 1 пула : 1,15 доллара. С 6 ноября 1980 курс пулы определяется валютной корзиной из СПЗ и южноафриканского рэнда.